# Матрьонічев Петро Володимирович
Петро Володимирович Матрьонічев (нар. 31 травня 1985) — російський баяніст, співак, пропагандист «русского міра».

## Біографія
Згідно до його тверджень, за батьківською лінією походить з донських козаків. Ннародився 31 травня 1985 року у Волгоградській області у сім'ї службовця. Мати, Матрьонічева Людмила Іванівна та батько, Матрьонічев Володимир Петрович, працювали в радгоспі. Навчився грати на баяні у діда.
2004 року закінчив музичне училище в Борисоглібську за класом баяна. Після закінчення училища зайнявся концертною діяльністю, професійно виконуючи російські народні пісні.
З 2005 року Петро Володимирович працює в ансамблі пісні та танцю РВСП «Червона зірка», а з 2012 року зайнявся сольною кар'єрою співака та баяніста.
Популярність придбав завдяки авторським відеороликам.
2013 року популярним став кліп «Opa, Russian style!» — парафраз пісні корейського репера PSY «Gangnam style» .
З 2014 року співпрацює зі співачкою Вікою Цигановою. Спільно ними був знятий кліп «Это Родина моя (наш ответ НАТО)», де висловлювалися територіальні претензії до України та інших незалежних держав колишнього СРСР; сценою в кліпі був сімейний обід з участю сепаратиста Павла Губарева та його дружини. Ролик набув популярності в російському сегменті Інтернета та ЗМІ (новинні сюжети, статті в газетах). За перший тиждень відео переглянули понад 2 млн осіб (1 млн на Youtube.com та 1 млн загалом у соц. мережах та на сайтах).
Живе із сім'єю в м. Одинцово Московської області.
Сім'я: дружина, Матреничева (Ігнатова) Ірина Євгенівна (1982 р.н.), діти: Кирило (2006 р.н.), Мирон (2014 р.н.) та Георгій (2016 р.)).

## Гастролі
У складі ансамблю пісні та танцю РВСН «Червона зірка» П. Матреничєв у 2007 році виступав у Мексиці, у 2010 році — у Південній Кореї, у 2012 році у США.
В даний час виступає як сольний артист на концертних майданчиках Москви, Московської області, великих міст Росії.

## Фотогалерея

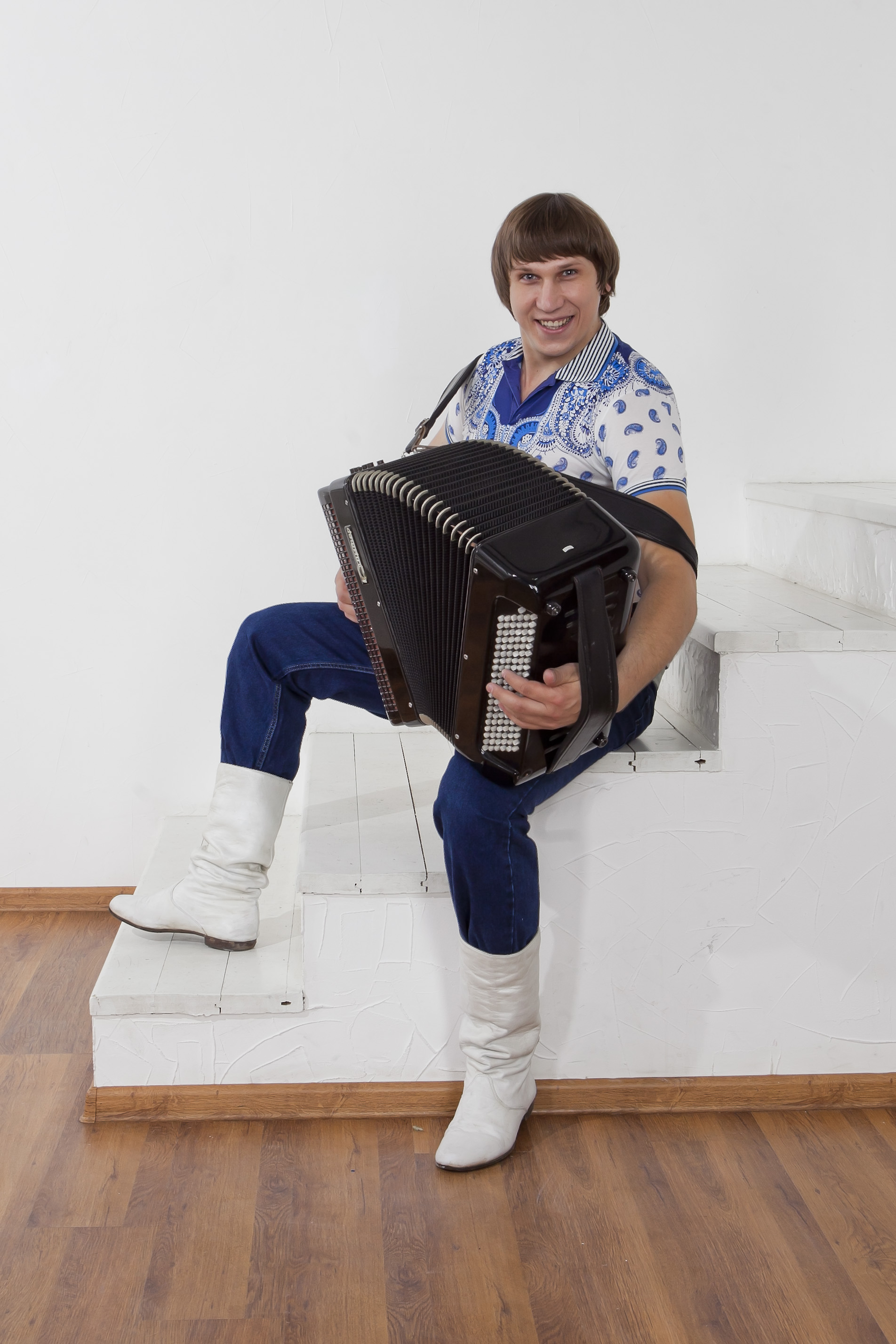
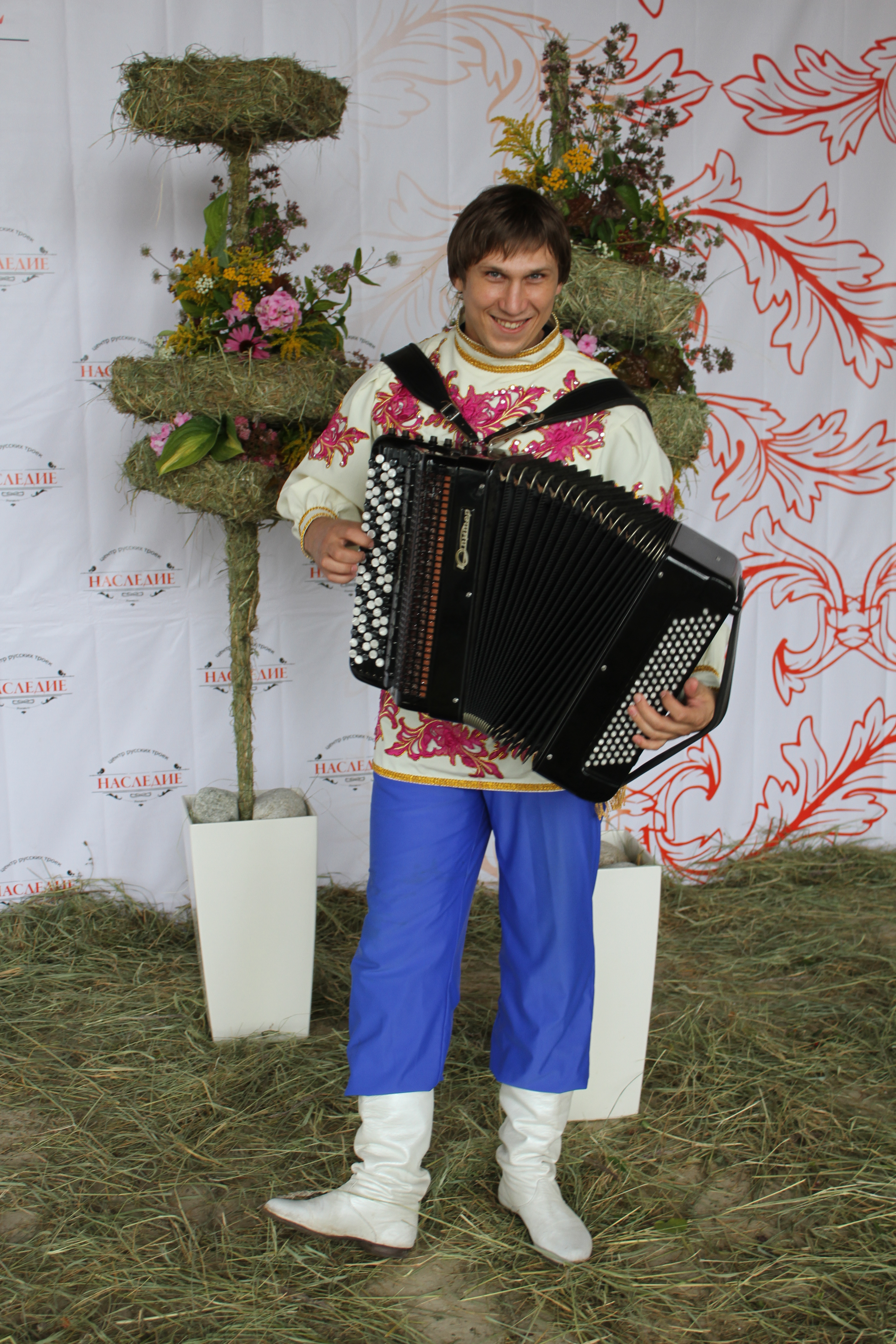
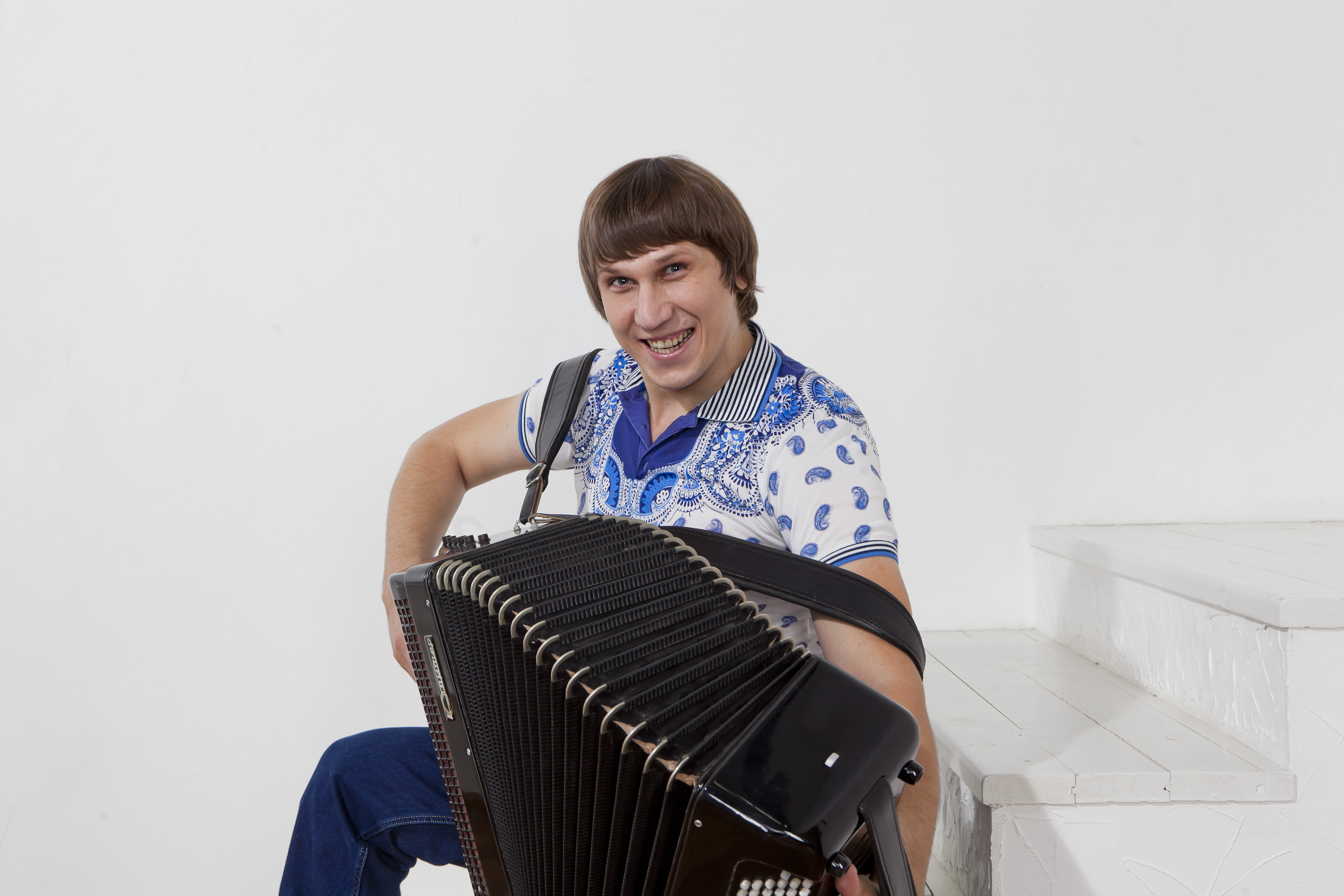
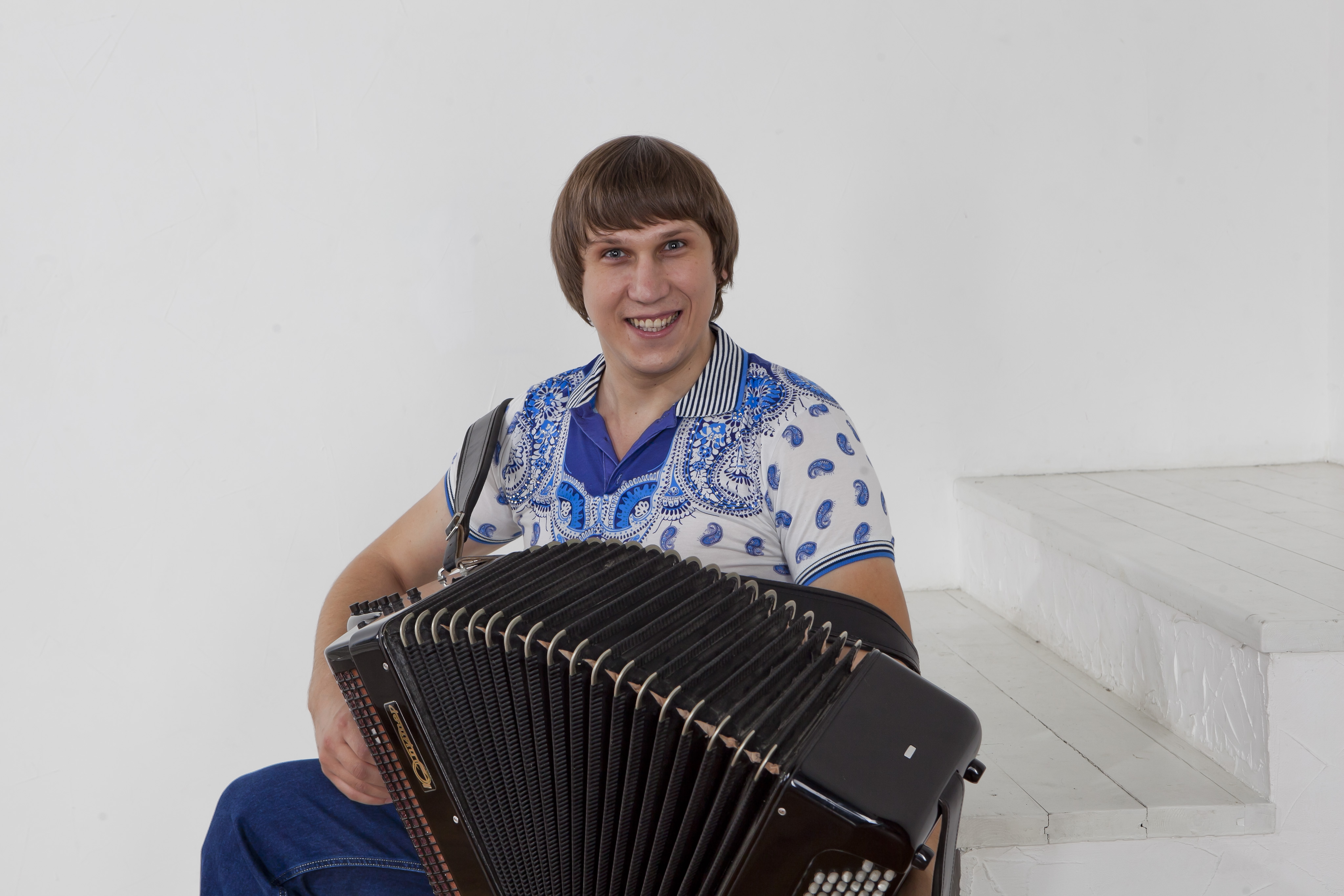
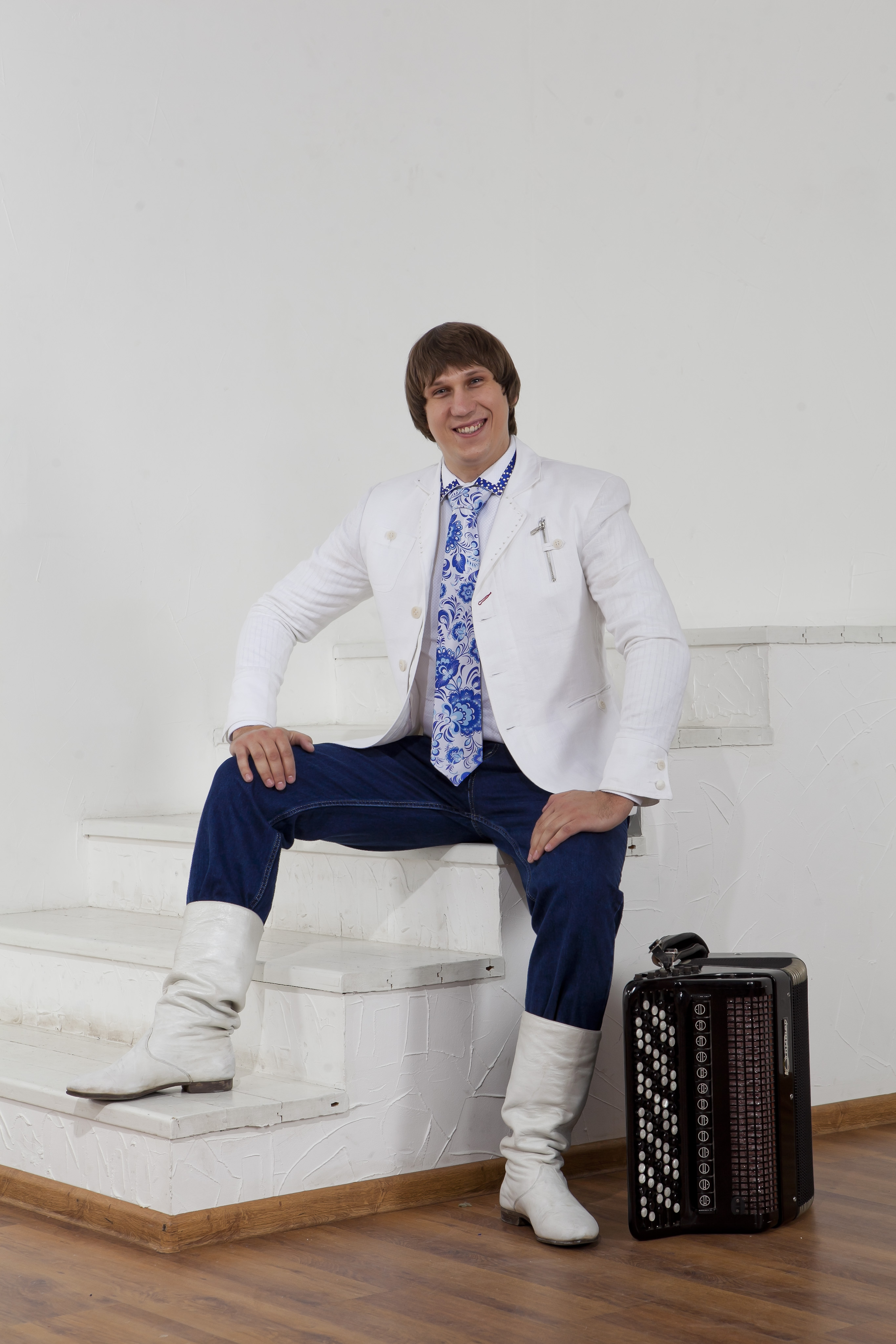